# Station Bjørgo
Station Bjørgo is een voormalig station in Bjørgo in de gemeente Nord-Aurdal in fylke Innlandet in Noorwegen. Het station werd geopend in 1905. Bjørgo is sinds 2002 het feitelijke eindpunt van de lijn, vanaf het station richting Fagernes is de lijn opgebroken. Het station en de directe omgeving worden als cultureel erfgoed beschermd.